# Johann Karl Wilhelm Illiger
Johann Karl Wilhelm Illiger (ur. 19 listopada 1775, zm. 10 maja 1813) – niemiecki entomolog i zoolog.
Illiger był synem brunszwickiego kupca. Studiował pod okiem entomologa Johanna Hellwiga. Później pracował nad kolekcjami zoologicznymi Johanna Hoffmannsegga. Illiger był profesorem i dyrektorem muzeum zoologicznego Humboldta w Berlinie (Museum für Naturkunde) od powstania muzeum (1810) do swojej śmierci (1813).
Prodromus systematis mammalium et avium (1811) to dzieło Illigera, które było modernizacją systemu Linneusza; miało znaczący wpływ na przyjęcie pojęcia "Rodziny". Illiger pisał także w Magazin für Insektenkunde.

## Prace
- Beschreibung einiger neuer Käfer, in: Schneider's entomologisches Magazin (1794)
- Nachricht von einer in etlichten Gersten- und Haferfeldern um Braunschweig wahrscheinlich durch Insecten verursachten Verheerung, in: Brauschweigisches Magazin 50 (1795).
- Verzeichniß der Käfer Preußens. Entworfen von Johann Gottlieb Kugelann (1798)
- Die Wurmtrocknis des Harzes, in: Braunschweigisches Magazin 49-50(1798)
- Die Erdmandel, in: Braunschweigisches Magazin 2 (1799)
- Versuch einer systematischen vollständigen Terminologie für das Thierreich und Pflanzenreich (2006)
- Zusätze und Berichte zu Fabricius Systema Eleutheratorus. Magazin fur Insektenkunde 1. viii + 492 pp.(1802).
- Über die südamerikanischen Gürtelthiere, in: Wiedemann's Archiv für die Zoologie (1804).
- Die wilden Pferde in Amerika, in: Braunschweigisches Magazin 7/(1805).
- Nachricht von dem Hornvieh in Paraguay in Südamerika, in: Braunschweigisches Magazin 15-16 (1805).
- Nachlese zu den Bemerkungen, Berichtigungen und Zusätzen zu Fabricii Systema Eleutheratorum Mag. fur Insektenkunde. 6:296-317 (1807).
- Vorschlag zur Aufnahme im Fabricischen Systeme fehlender Käfergattungen. Mag. fur Insektenkunde 6:318-350 (1807).
- Prodromus Systematis Mammalium et Avium (1811).